# Stephanie Obermoser

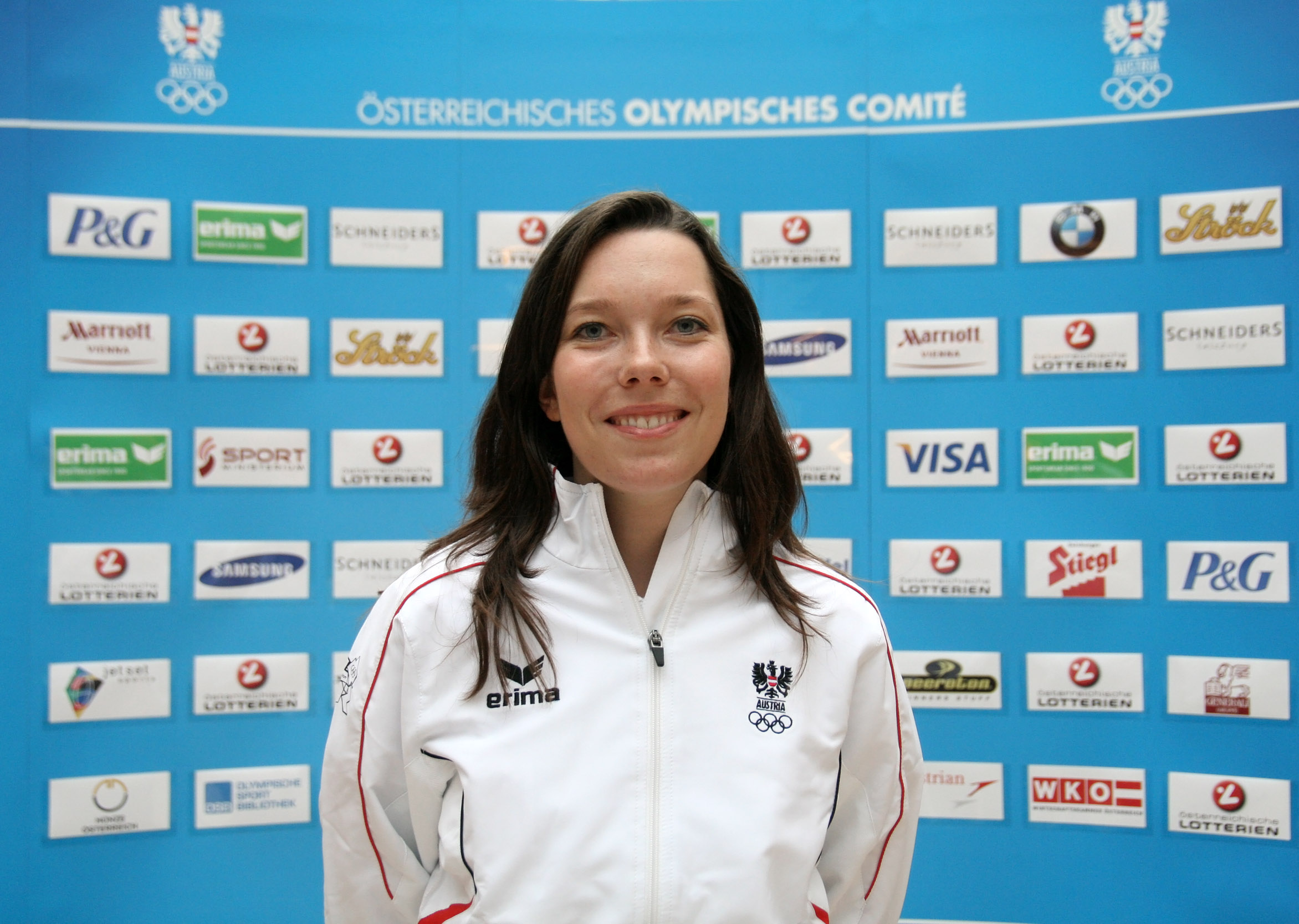
Stephanie Obermoser (2012)

Stephanie Obermoser (* 14. Oktober 1988 in St. Johann in Tirol) ist eine österreichische Sportschützin.

## Sportliche Laufbahn
Obermoser ist Leistungssportlerin im Österreichischen Heeressportverband und scheint im Nationalkader des Österreichischen Schützenbundes auf. In der ÖSB-Luftgewehrbundesliga schießt sie für den SG Kössen in ihrem Heimatort Kössen.
An den Olympischen Sommerspielen 2012 in London nahm sie als Mitglied der österreichischen Delegation in den Schieß-Bewerben teil, wo sie mit dem Luftgewehr über 10 m den 19. und im Kleinkaliber-Dreistellungskampf über 50 m den 37. Platz belegte.

## Erfolge

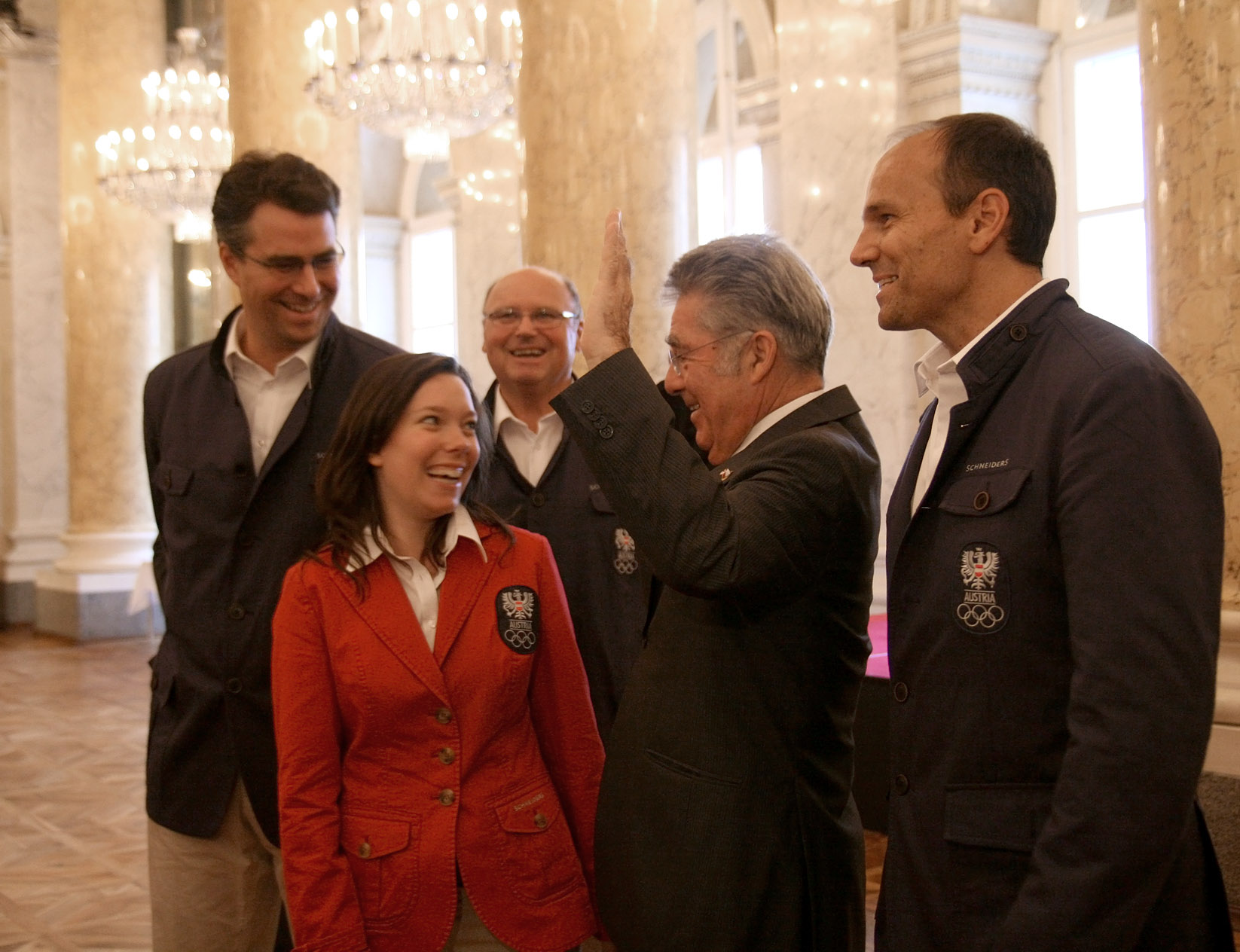
Obermoser mit dem österreichischen Sportschützen-Team und Bundespräsident Heinz Fischer vor den Olympischen Sommerspielen 2012

### International
- 2012  19. Platz Olympische Spiele 2012, (Luftgewehr) London/GBR[1]
- 2012  37. Platz Olympische Spiele 2012, (3x20) London/GBR[2]
- 2012  2. Platz Weltcup, London/GBR[3]
- 2011  4. Platz Europameisterschaft, Brescia/ITA[4]
- 2011  5. Platz Weltcup, Fort Benning/USA (Quotenplatz für Olympische Spiele 2012 London)[5]
- 2010  68. Platz Weltmeisterschaft, München/GER[6]
- 2010  4. Platz IWK-Tirol, Innsbruck/AUT[7]
- 2009  9. Platz Europameisterschaft, Prag/CZE[8]

### National
- 2010 Österreichische Staatsmeisterschaften 1.[9]
- 2010 Österreichische Staatsmeisterschaft-Team 1.[9]